# Dueholm, Ørum, Vestervig Amt
Dueholm, Ørum og Vestervig Amter fik fælles amtmand i 1662. Den fælles amtstue var placeret i Thisted. Hvert amt bestod af to herreder.
Før 1662 bestod området af Dueholm Len samt Ørum og Vestervig Len.

## Ørum Amt (Nordthy)
- Hillerslev Herred
- Hundborg Herred

## Dueholm Amt (Mors)
- Morsø Nørre Herred
- Morsø Sønder Herred

## Vestervig Amt (Sydthy)
- Hassing Herred
- Refs Herred

## Amtmænd
- 1662 – 1664: Jørgen Seefeld
- 1664 – 1671: Mogens Kruse
- 1671 – 1680: Jørgen Friis
- 1680 – 1701: Jørgen Skeel Due
- 1701 – 1712: Rudolph Gersdorff
- 1712 – 1731: Frederik Birkenbusch
- 1731 – 1747: Claus Christian Skinkel
- 1747 – 1755: Werner baron Rosenkrantz
- 1755 – 1780: Frederik Hauch
- 1780 – 1793: Barthold Hauch

## Thisted Amt
Amterne blev nedlagte ved reformen af 1793, og indgik herefter i Thisted Amt, der også bestod af Vester Han Herred.